# تصادف ۱۳۹۷ سنندج
تصادف ۱۳۹۷ سنندج در حوالی نیمه شب سه‌شنبه ۱۹ تیر رخ داد. در این حادثه یک تانکر حامل قیر با یک اتوبوس مسافربری که متعلق به شرکت مسافربری گیتی سیر بود برخورد کرد و شماری کشته به جا گذاشت. تانکر از بلوار حسینی سنندج در حرکت بوده و با اتوبوس مسافربری که خارج از ترمینال سنندج متوقف بوده‌است برخورد می‌کند. در زمان وقوع سانحه اتوبوس ۱۷ سرنشین داشت که تنها دو نفر نجات پیدا کردند و ۱۵ نفر کشته شده‌اند. به گفته رئیس پلیس راهنمایی و رانندگی سنندج چند نفر از مسافران اتوبوس و راننده تانکر کشته شده‌اند. به گفته هومن قصری معاون درمان دانشگاه علوم پزشکی کردستان ۱۵ آمبولانس و اتوبوس آمبولانس به محل حادثه اعزام شده و ۴ مجروح بدحال از محل حادثه تخلیه شده‌اند.

## علت
به نقل از شاهدان عینی تصادف «فاجعه بسیار فجیع بوده و چندین خودروی سواری نیز دچار حادثه شدند.» بنابر گفته‌های رسانه‌های محلی، علت حادثه بریده شدن ترمز تانکر بوده‌است. گفته می‌شود که مقصد این تانکر کشور عراق بوده‌است.

## واکنش‌ها
بنا بر برخی گزارش‌ها در پی این حادثه، شماری از مردم سنندج بامداد چهارشنبه برای اعتراض به خیابان آمدند.